# Tanjungsari (Jampang Tengah)
Tanjungsari is een bestuurslaag in het regentschap Sukabumi van de provincie West-Java, Indonesië. Tanjungsari telt 6215 inwoners (volkstelling 2010).